# Lee Wallard
Lee Wallard (Schenectady, 7 de setembro de 1910 — St.Petersburg, 29 de novembro de 1963) foi um automobilista norte americano.
Ele esteve em cinco (quatro) 500 Milhas de Indianápolis (três (duas) quando a prova contava pontos para a Fórmula 1 de 1950 até 1960): 1948, 1949, 1950, 1951 e 1954 (não se qualificou).
Na Fórmula 1, disputou duas corridas. Wallard só participou em Indianápolis, a primeira em 1950, que terminaria em 6º, e a segunda em 1951, onde venceria. É o piloto que tem maior percentual de vitórias na Fórmula 1.